# Халльстрём, Юхан
Йохан Нильс Халльстрём (швед. Johan Nils Hallström; род. 2 июня 1976 г., Стокгольм, Швеция) — шведский актёр. Сын известного режиссёра Лассе Халльстрёма.

## Биография
Йохан Халльстрём родился 2 июня 1976 года в Стокгольме, в семье режиссёра Лассе Халльстрёма и актрисы Малу Халльстрём (1941-2005). В 1981 году, когда будущему актёру было пять лет, его родители развелись.
Окончил Шведскую национальную академию пантомимы и актёрского мастерства. В начале карьеры выступал на сцене Королевского драматического театра в Стокгольме. Активно снимался в кино с середины двухтысячных годов до середины десятых. Снялся в одном из фильмов своего отца — исполнил роль Эрланда в триллере «Гипнтозёр» (2012).

## Фильмография
- 2007 — «Тали — Ихантала 1944» / Tali-Ihantala 1944 — младший лейтенант Торбьорнссон
- 2009 — «Сверкающие звёзды» / I taket lyser stjärnorna — Пер
- 2011 — «Однажды в Пхукете» / En gång i Phuket — Магнус
- 2012 — «Гипнотизёр» / Hypnotisören — Эрланд
- 2013 — «Валландер» (сериал) / Wallander — Макс (эпизод «Saknaden», 3 сезон 4 серия)
- 2015  — «Цацики, папа и оливковая война» / Tsatsiki, farsan och olivkriget — Горан